# Galdregon's Domain
Galdregon's Domain (ook wel Death Bringer) is een Computerspel dat werd ontwikkeld door Pandora. Het spel kwam in 1989 uit voor een aantal homecomputers. De slechte Koning Azazael is op zoek naar vijf juwelen die hem superkracht zullen geven. De speler is een avonturier die dit moet zien te voorkomen. Op zijn weg hiertoe beleeft hij vele avonturen. Het spel is een RPG en het perspectief wordt in de eerste persoon getoond.

## Platforms
| Platform     | Jaar |
| ------------ | ---- |
| Amiga        | 1989 |
| Atari ST     | 1989 |
| Commodore 64 | 1989 |
| DOS          | 1989 |

## Ontwikkelteam
- Ontwikkeling: David Neale
- Ontwerp: Ray Edwards
- Productie: Richard Paul Jones
- Graphic: Robin Chapman

## Ontvangst
| Beoordeeld door                       | Platform     | Datum         | Score |
| ------------------------------------- | ------------ | ------------- | ----- |
| ST/Amiga Format                       | Amiga        | februari 1989 | 87%   |
| ACE (Advanced Computer Entertainment) | Amiga        | april 1989    | 70%   |
| Zzap!                                 | Amiga        | april 1989    | 70%   |
| Computer and Video Games (CVG)        | Atari ST     | augustus 1991 | 65%   |
| Computer and Video Games (CVG)        | Commodore 64 | augustus 1991 | 64%   |
| CU Amiga                              | Amiga        | maart 1989    | 63%   |
| Atari ST User                         | Atari ST     | mei 1989      | 60%   |
| Power Play                            | Atari ST     | april 1989    | 49%   |